# Szigetújfalu
Szigetújfalu est un village et une commune du comitat de Pest en Hongrie.
Le nom allemand dialectal du village est Ujfluch, tandis qu'Inselneudorf (traduction littérale du hongrois) est le nom le plus répandu aujourd'hui dans les médias de la minorité allemande.